# Чернаи, Паль
Паль Че́рнаи (венг. Pál Csernai; 21 октября 1932, Пилиш — 1 сентября 2013) — венгерский футболист и футбольный тренер, автор защитной стратегии «зонной защиты». Его семья была родом из венгерской общины Секеи, что проживает в Трансильвании, его фамилия означает «Прибывший из Черны».

## Карьера

### Игровая карьера
В Венгрии Чернаи начал свою карьеру в клубе «Чепель» и даже дважды сыграл в составе национальной сборной Венгрии, вызов в сборную был тем неожиданнее, так как в этот период в Венгрии было «золотое поколение» футболистов, включающее Пушкаша, Цибора и других, а «Чепель» в те годы был аутсайдером чемпионата, заканчивая чемпионат во второй половине турнирной таблицы, а 1953 году клуб даже чуть не вылетел из высшей венгерской лиги, заняв 11-е место из 14-ти участников.
В 1956 году Чернаи, как и многие из его соотечественников, после провалившегося восстания, покинул Венгрию, сначала он уехал в Швейцарию, а затем в ФРГ, где стал игроком клуба «Карлсруэ», в котором играл до 1958 года. После чего Чернаи уехал в Швейцарию, гле играл за клуб «Ла-Шо-де-Фон», с которым занял 7-е место в швейцарском первенстве.
В 1959 году Чернаи вновь вернулся в ФРГ, где присоединился к клубу «Штутгартер Кикерс», который только вышел в бундеслигу, первый сезон вышел для Чернаи неудачным, клуб вновь вылетел во второй немецкий дивизион, где клуб и находился, чудом не вылетая в третью, по статусу, лигу. Во время нахождения в Штутгарте, Чернаи не только играл, но и открыл кафе под названием «Пуста» и занимался арендой гаражей.
В 1965 году Чернаи перешёл в швейцарский клуб «Блау-Вейсс Цюрих», где играл совсем недолго. Во время игры в швейцарском клубе, Черани обучался профессии тренера и получил тренерский диплом в Спортивной школе в Маглингене.

### Тренерская карьера
Свою тренерскую карьера Чернаи начал в ФРГ, его первым клубом стал «Ваккер-04», который в те годы играл во второй берлинской лиге, за два года работы Чернаи с командой, клуб последовательно занимал 4-е и 5-е место. Затем венгр возглавил клуб «Ройтлинген 05» из одноимённого городка, выступающего во втором дивизионе региональной лиги, и занял с клубом скромное 15-е место. Потом Чернаи возглавлял бельгийский клуб «Ройал» из Антверпена, однако, не доработав даже до конца сезона, был уволен со своего поста. После Бельгии, Чернаи вернулся в ФРГ и возглавил сборную Северного Бадена, где провёл следующие 4 года. С «Баденом» выиграл свой первый трофей — Немецкий кубок среди любительских команд, в финале турнира «Баден» играл со сборной Нижнего Рейна, игра закончилась вничью 1:1, а на переигровку Нижний Рейн не явился и кубок достался Бадену.
1 июля 1977 года Чернаи к роли ассистента главного тренера клуба «Айнтрахт» Франкфурт Лоранта, который руководил клубом только с ноября 1976 года, а через полгода, вновь в роли помощника Лоранта, который по первому в истории футбола Германии тренерскому обмену, перешёл в клуб «Бавария», а главный тренер мюнхенского клуба в «Айнтрахт». Но Лорант продержался в клубе недолго, после разгрома от «Фортуны» 1:7, а до этого завоевания лишь 12-го места в бундеслиге, он был уволен, и на его место в роли исполняющего обязанности главного тренера пришёл Чернаи.
Чернаи сразу рассматривался как кандидатура временная, президент «Баварии», Вильхельм Нойдекер и менеджер клуба Роберт Шван, искали другого наставника, но в руководстве клуба не было согласия, кандидатуры один за другим отвергались, дошло до того, что «боссы» клуба переложили ответственность за назначение главного тренера на игроков команды, которые проголосовали за Чернаи. Весь этот невообразимый фарс проходил под всецелостным освещением события журналистами, так 1 марта 1979 года Паль Чернаи стал главным тренером «Баварии». В конце сезона уже новый главный тренер занял с командой четвёртое место. А через год выиграл первый для «Баварии», спустя 5 лет, чемпионат Германии, газеты восхищались новой схемой защиты, которая тогда была названа «система Паль» (в будущем её назовут «зонная защита»), в том же сезоне Чернаи вывел мюнхенский клуб в полуфинал кубка УЕФА. В следующем сезоне «Бавария» защитила свой титул и вновь дошла до полуфинала, только уже кубка чемпионов, в котором уступила «Ливерпулю». В следующем сезоне, однако, «Бавария» не блистала, она заняла лишь 3-е место, но зато выиграла кубок ФРГ, обыграв 4:2 «Нюрнберг», проигрывая по ходу встречи 0:2. Через год «Бавария» выступил ещё хуже, заняв лишь 4-е место, а в кубке кубков клуб вылетел ещё на стадии четвертьфинала. После этого Чернаи был уволен со своего поста.
После «Баварии» Чернаи возглавил греческий «ПАОК», возглавляя который Чернаи встретился в кубке УЕФА со своим бывшим клубом, «Баварией», оба матча завершились нулевой ничьей, а в серии пенальти выиграли немцы 9:8. Чернаи покинул Грецию по окончании сезона и уехал в Португалию, что бы возглавить клуб «Бенфика», с «Бенфикой» Чернаи выиграл кубок Португалии, победив в финале «Порту» 3:1, но в чемпионате клуб занял лишь 3-е место, к тому же у тренера был конфликт с ведущими игроками команды, потому венгр был вынужден покинуть Лиссабон.
Из Португалии Чернаи вернулся в ФРГ возглавлять клуб «Боруссия» из Дортмунда, аутсайдера чемпионата ФРГ, которую не смог «спасти» от вылета во вторую бундеслигу. В сентябре 1987 года Чернаи возглавил турецкий клуб «Фенербахче», но занимает с клубом ужасающее 8-е место, что является для команды одним из худших результатов в истории выступления в чемпионате Турции. Затем Чернаи возглавлял клуб «Айнтрахт» Франкфурт, спасая клуб-аутсайдер от вылета из бундеслиги, но по ходу сезона его заменяет другой наставник, с которым команда опускается во второй немецкий дивизион.
Через год после «Айнтрахта» Чернаи начинает работу со швейцарской командой «Янг Бойз», но клуб занимает лишь 8-е место и Чернаи по окончании сезона сразу увольняют. В ноябре 1990 года венгр принимается за работу с клубом «Герта», но неудачно, хорошие игры чередуются с провальными, и после 20-го тура первенства Чернаи «указывают на дверь».
В 1993 году Чернаи впервые возглавляет сборную — КНДР, чтобы вывести команду на чемпионат мира 1994, чего у венгра не выходит. Последним клубом в тренерской карьеры Чернаи стала команда с его родины — «Шопрон», которую он возглавлял с октября 1994 по апрель 1995 года, клуб занял последнее место в чемпионате Венгрии.

### После карьеры
Завершив карьеру игрока, Чернаи поселился в Будапеште в XI районе, близ Дуная. У него была комната, на стенах которой развешаны вымпелы и памятные фотографии. Раз в год он приезжал в Мюнхен на матч «Баварии», чтобы вспомнить былые победы.

## Достижения
- Любительский кубок ФРГ: 1973
- Чемпион ФРГ: 1980, 1981
- Обладатель кубка Германии: 1982
- Обладатель кубка Португалии: 1985